# Michele Paggi
Michele Paggi (Bergamo, 5 luglio 1977) è un ex velocista italiano.

## Biografia
Nel 1994 ha vinto un bronzo alle Gymnasiadi a Nicosia, con un tempo di 22"17; nella stessa manifestazione, ha inoltre conquistato grazie ad un tempo di 42"60 un quarto posto con la staffetta 4×100 m, insieme ai compagni di squadra Massimo Angelozzi, Fabrizio Di Cesare ed Alessandro Attene.
Nel 1995 a Castellanza ha stabilito, insieme ai compagni di squadra Erik Gagni, Roberto Taramelli e Simon Ghetti, il record italiano juniores della staffetta 4×200 m, con un tempo di 1'30"04.
Nel 1995 ha vinto una medaglia d'argento agli Europei juniores nella staffetta 4×100 m, insieme ai compagni Aldo Alaimo, Giulio Ibba ed Alessio Comparini, con un tempo di 39"61, stabilendo così anche il primato italiano under 20 su questa distanza.
Nel 1996, insieme ai compagni di squadra Omar Sacco, Alessandro Attene e Francesco Scuderi, ha invece conquistato un sesto posto ai Mondiali juniores nella staffetta 4×100 m, con un tempo di 40"18; nella medesima manifestazione ha partecipato anche alla gara dei 200 m, nella quale, dopo aver superato con successo le batterie, è stato eliminato in semifinale con un tempo di 21"64.
Nel 1999 ha partecipato agli Europei under 23, venendo eliminato nella semifinale dei 200 m con un tempo di 21"32.

## Palmarès
| Anno | Manifestazione    | Sede        | Evento      | Risultato  | Prestazione | Note                                   |
| ---- | ----------------- | ----------- | ----------- | ---------- | ----------- | -------------------------------------- |
| 1995 | Europei juniores  | Nyíregyháza | 4×100 m     | Argento    | 39"61       | Miglior prestazione nazionale under 20 |
| 1996 | Mondiali juniores | Sydney      | 4×100 m     | 6º         | 40"18       |                                        |
| 1997 | Europei U23       | Turku       | 200 m piani | Batteria   | 21"73       |                                        |
| 1997 | Europei U23       | Turku       | 4×100 m     | 4º         | 39"71       |                                        |
| 1999 | Europei U23       | Göteborg    | 200 m piani | Semifinale | 21"32       | [ 1 ]                                  |
| 1999 | Europei U23       | Göteborg    | 4×100 m     | 6º         | 39"80       |                                        |

## Campionati nazionali
1993
- Oro ai campionati italiani allievi, 4×100 m - 42"66

1994
- Argento ai campionati italiani allievi, 4×100 m - 43"81

1995
- Argento ai campionati italiani juniores, 200 m piani - 21"64

1996
- Oro ai campionati italiani juniores indoor, 200 m piani - 22"05
- Argento ai campionati italiani juniores, 200 m piani - 21"74
- Argento ai campionati italiani juniores, 4×400 m - 3'17"62

1998
- Oro ai campionati italiani universitari, 100 m piani - 10"59

1999
- 6º ai campionati italiani assoluti, 200 m piani - 21"15
- Bronzo ai campionati italiani promesse, 200 m piani - 21"15

2000
- 6º ai campionati italiani assoluti indoor, 200 m piani - 22"23
- 5º ai campionati italiani assoluti, 200 m piani - 21"28
- Oro ai campionati italiani assoluti, 4×100 m - 39"66

2001
- 6º ai campionati italiani assoluti indoor, 200 m piani - 21"98

2002
- 4º ai campionati italiani assoluti indoor, 200 m piani - 21"98
- Bronzo ai campionati italiani assoluti indoor, 4×200 m - 1'26"90
- Bronzo ai campionati italiani assoluti, 200 m piani - 21"13